# ジョン・C・マビーハンデキャップ
ジョン・C・マビーハンデキャップ（John C. Mabee Handicap）は、アメリカ合衆国カリフォルニア州のデルマー競馬場にて、毎年8月に開催されるサラブレッド競馬の平地競走である。

## 概要
ラモナハンデキャップ（Ramona Handicap）の名で創設された牝馬限定競走で、後の2002年に同年没したジョン・C・マビー（John C. Mabee）を記念して改称された。創設年は1945年であったが、初回施行後は長らく休止され、再度施行されるようになったのは1959年からである。なお、初回のみ8ハロン（約1609メートル）で施行されていた。
1970年に馬場条件がダートから芝に変更されて以来、現在まで芝の9ハロン競走（約1811メートル）として施行されている。開催時期からブリーダーズカップへのプレップレースとしてもよく使われ、有力な出走馬が集まりやすい競走でもある。

## 近年の勝ち馬
- 2024 Hang The Moon
- 2023 Closing Remarks
- 2022 Avenue de France
- 2021 Going to Vegas
- 2020 Raymundos Secret
- 2019 Vasilika
- 2018 Vasilika
- 2017 Cambodia
- 2016 Avenge
- 2015 Elektrum
- 2014 Moulin de Mougin[1]
- 2013 Tiz Flirtatious
- 2012 City to City
- 2011 Cozi Rosie
- 2010 Wasted Tears
- 2009 Magical Fantasy
- 2008 Black Mamba
- 2007 Precious Kitten
- 2006 Dancing Edie
- 2005 Amorama
- 2004 Musical Chimes
- 2003 Megahertz